# Trachysphyrus
Trachysphyrus is een geslacht van insecten uit de orde vliesvleugeligen (Hymenoptera) en de familie Ichneumonidae.

## Soorten
- T. aegla Porter, 1985
- T. agalma Porter, 1985
- T. agenor Porter, 1967
- T. aglaus Porter, 1967
- T. albomarginatus (Taschenberg, 1876)
- T. blanchardi Townes, 1966
- T. brasson Porter, 1967
- T. carrascoi Porter, 1967
- T. cordobae Porter, 1967
- T. chacorum Porter, 1967
- T. chalybaeus (Taschenberg, 1876)
- T. davisi Porter, 1967
- T. desantis Porter, 1967
- T. escomeli (Brethes, 1918)
- T. fidalgoi Porter, 2008
- T. florezi Porter, 1967
- T. garciaferreri Porter, 1967
- T. gayi (Spinola, 1851)
- T. imperator Porter, 1967
- T. imperialis Haliday, 1836
- T. irinus Townes, 1966
- T. liparus Porter, 1967
- T. lispus Porter, 1967
- T. melanoscelis (Spinola, 1851)
- T. metallicus (Cameron, 1903)
- T. ocris Porter, 1967
- T. ornatipes (Brethes, 1919)
- T. pammegas Porter, 1967
- T. penai Porter, 1967
- T. pilicollis (Spinola, 1851)
- T. poecileimon Porter, 1967
- T. praeclarus Porter, 1969
- T. rhysaulax Porter, 1967
- T. riojanus Porter, 2008
- T. tmetus Porter, 2008
- T. townesi Porter, 1983
- T. tucuman Porter, 1967
- T. uspallatae Porter, 1967
- T. venustus Myers, 1914
- T. xanthomerus (Brulle, 1846)
- T. xiphidium Porter, 1967
- T. zaceras Porter, 1967